# گرترود (هملت)
گرترود (انگلیسی: Gertrude) یکی از شخصیت‌های خیالی در نمایش‌نامه هملت نوشته ویلیام شکسپیر است. گرترود در این نمایش‌نامه شهبانو دانمارک و مادر شاهزاده هملت است. او پس از مرگ هملت (پدر شاهزاه هملت) با برادرش کلادیوس ازدواج می‌کند و همین امر سبب آغاز چالش و کشمکش درونی هملت با خودش و کلادیوس می‌شود.